# Itaker - Vietato agli italiani
Itaker - Vietato agli italiani è un film italiano del 2012 diretto da Toni Trupia e interpretato tra gli altri da Francesco Scianna, Michele Placido e dall'attrice rumena Monica Bîrlădeanu. Il film, secondo lungometraggio del regista, racconta l'emigrazione degli italiani nel 1960 verso la Germania. Itaker (si potrebbe tradurre italianacci) è un termine dispregiativo usato dai tedeschi nei confronti degli italiani emigrati in Germania.

## Trama
Germania, 1960. Pietro è un bambino rimasto orfano dopo la morte della madre; si ritrova in viaggio verso l'emigrazione insieme ad uno sconosciuto di nome Benito. Quando arrivano in terra tedesca l'uomo gli promette di fargli rivedere suo padre, emigrato da tempo, ma in realtà gioca d'inganno usando il bambino per ottenere il suo lasciapassare per il confino e cercando presto di sbarazzarsene. Il piccolo si ritrova quindi sballottato in piccoli villaggi usati dagli operai delle fabbriche dove vive esperienze felici e dolorose. Finisce infatti per conoscere la malavita del posto guidata dal boss locale Pantanò, venditore di stoffe oltre che truffatore. Insieme a lui conosce anche Doina, donna materna che gli fa rivivere l'affetto di quella madre che avrebbe tanto voluto conoscere e vivere fino in fondo.

## Distribuzione
Il film è stato distribuito nelle sale italiane il 29 novembre 2012 da Cinecittà Luce.

## Colonna sonora
Il main-theme e i temi principali della colonna sonora del film, edita da Rai Trade, sono stati composti da Davide Cavuti  che ha scritto e diretto le musiche del lungometraggio.  Nel trailer del film, è presente il brano Frame from Itaker composto sempre da Cavuti.
La canzone originale del film, intitolata Rosmunda,  testo e musica di Cavuti, è presente nella scena girata in un locale che ha l’omonimo nome. Completano la colonna sonora alcune brani di Marco Biscarini e una canzone della tradizione musicale popolare siciliana, presente in una scena di una festa di emigranti.

## Riconoscimenti
- 2013 - Nastro d'argento
  - Candidatura Migliore attore protagonista a Francesco Scianna
- 2013 - Globo d'oro
  - Candidatura Migliore sceneggiatura a Michele Placido, Toni Trupia e Leonardo Marini
- 2013 - Busto Arsizio Film Festival
  - Premio città di Busto Arsizio per il miglior film
  - Francesco Scianna: premio al miglior attore
  - Consuelo Catucci: premio per il miglior montaggio
  - Premio per la miglior produzione[4]
- 2013 - Premio Roma Videoclip
  - Premio alla migliore colonna sonora